# ÖBB 1020
La série ÖBB 1020 (à l'origine DRG E 94) est une série de locomotives électriques autrichiennes, destinées au trafic des marchandises. De type Co'Co', elles sont montées sur deux bogies de grande taille. La caisse est articulée, selon le principe des locomotives Crocodiles, en ce sens que les nez avant et arrière accompagnent le mouvement des bogies.

## Historique
Les DRG E 94 allemandes ont été construites à 197 exemplaires par AEG à partir de 1940.
Ces locomotives avaient été conçues pour la traction de trains de marchandises lourds sur les lignes de montagne. Avec le déclenchement de la Seconde Guerre mondiale, elles ont été utilisées pour le transport de convois militaires.
Après guerre, 44 unités ont été placées sous l'autorité de l'ÖBB. En 1952, les ÖBB ont commandé trois locomotives complémentaires. En 1954, elles ont été classées dans la série 1020.	
Les ÖBB 1020-001 à 047 ont assuré la traction de trains de marchandises en Autriche, mais aussi des liaisons jusqu'à Munich, Tarvisio (Italie) ou Jesenice (Slovénie).	
En 1967, les locomotives ont été modernisées avec, en face avant deux fenêtres avec joints caoutchouc au lieu des 3 d'origine, de nouvelles grilles d'admission d'air, de nouveaux phares. Elles ont par la suite quitté leur livrée verte d'origine pour la nouvelle livrée orange sanguine.
Malgré leurs 50 ans, les locomotives de la série 1020 étaient encore largement utilisées au début des années 1990, quand l'arrivée de locomotives modernes a précipité un retrait qui s'est achevé en 1995.

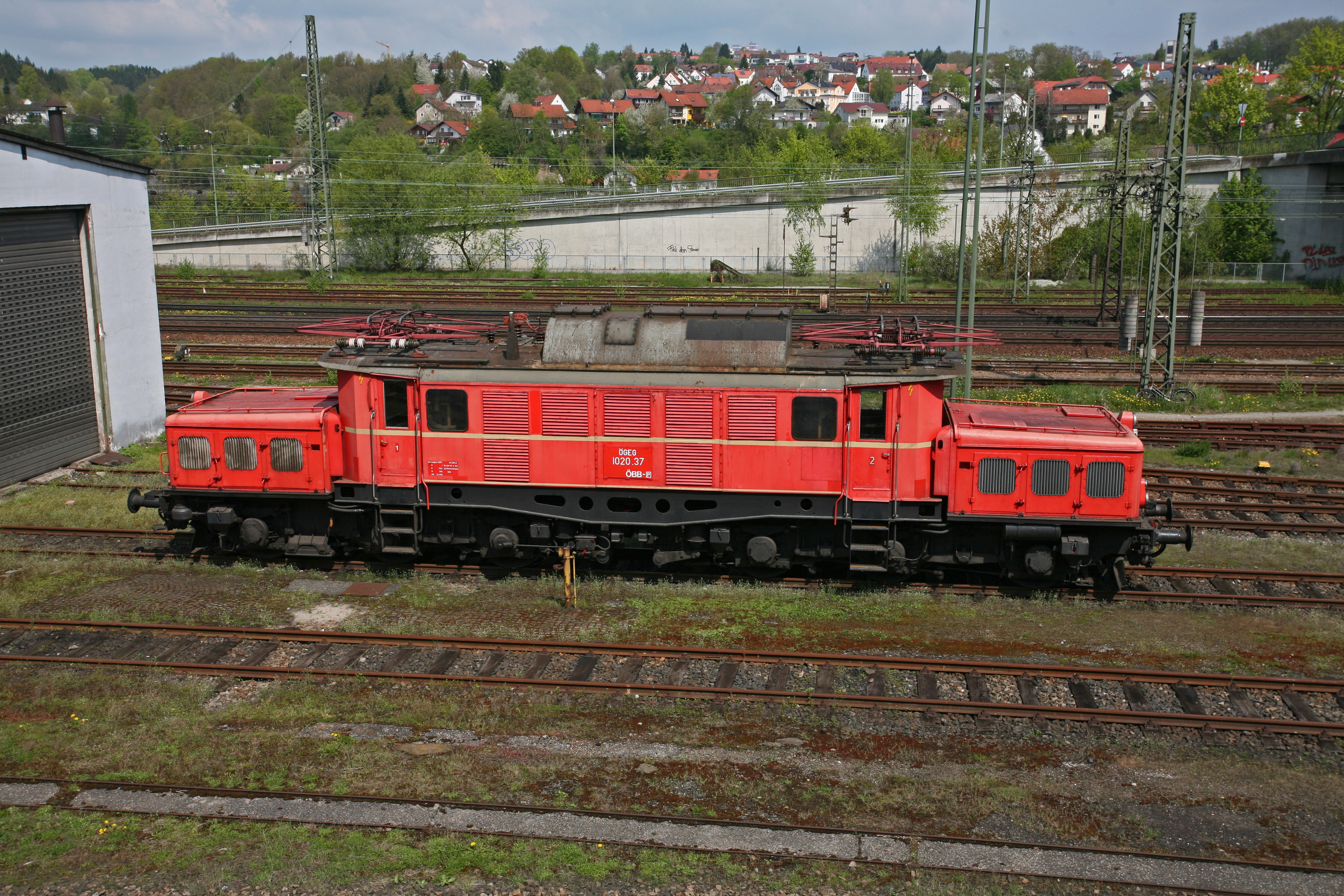
La ÖBB 1020.37 à Passau.